# Parribacus antarcticus
Parribacus antarcticus är en kräftdjursart som först beskrevs av Lund 1793.  Parribacus antarcticus ingår i släktet Parribacus och familjen Scyllaridae. IUCN kategoriserar arten globalt som livskraftig. Inga underarter finns listade i Catalogue of Life.

## Bildgalleri

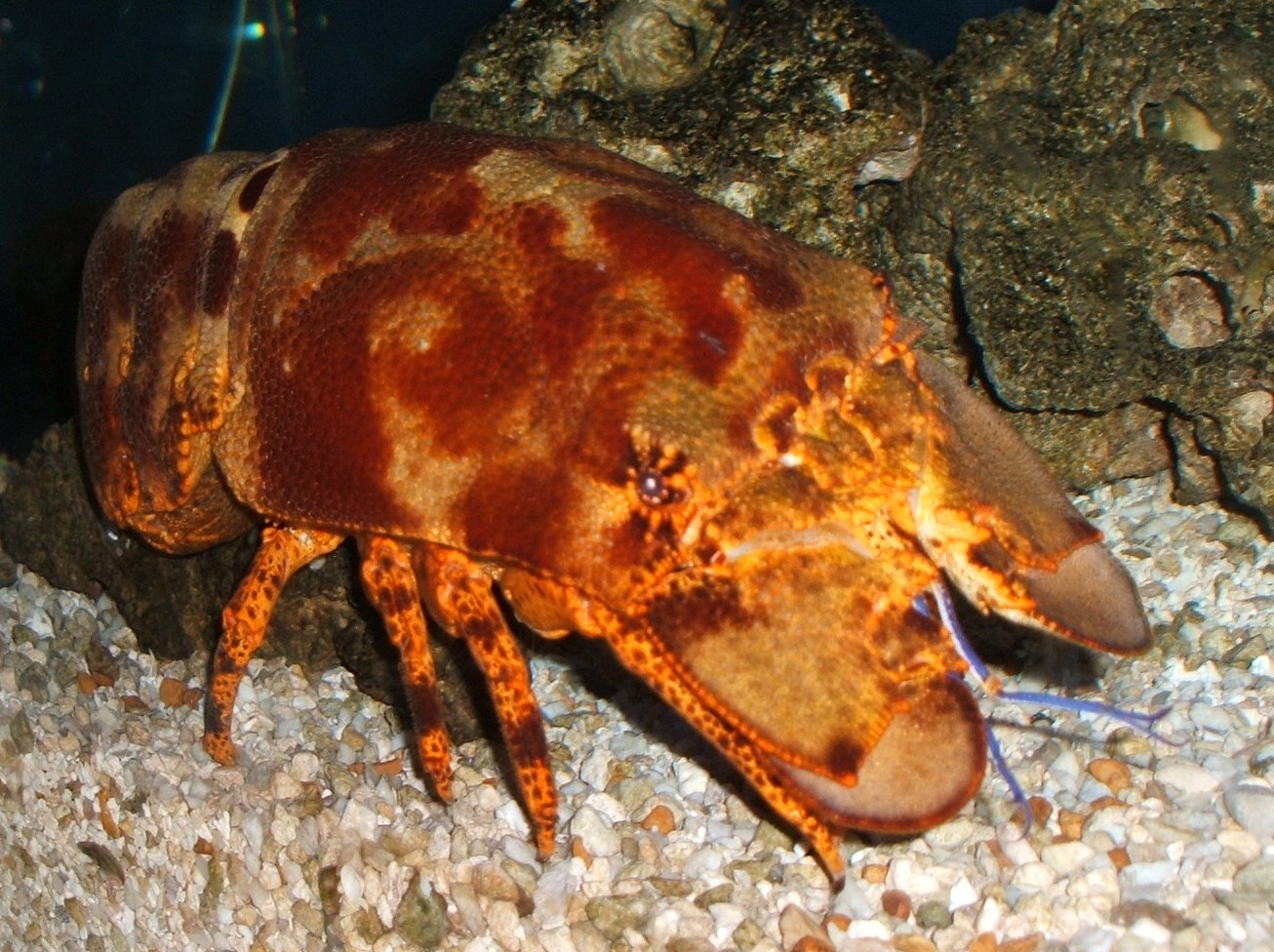